# Irsk dans
Irsk dans er en gruppe af traditionelle irske danse. De danses oftest i opstillinger på fire par overfor hinanden som i square dance, kvadrille og lancier. Musikken er de for irsk folkemusik karakteristiske jigs og reels.
 Der er for få eller ingen kildehenvisninger i denne artikel, hvilket er et problem. Du kan hjælpe ved at angive troværdige kilder til de påstande, som fremføres i artiklen.

| Dans | Spire Denne artikel om dans eller danseudtryk er en spire som bør udbygges. Du er velkommen til at hjælpe Wikipedia ved at udvide den. |